# Distrito de San Mateo

Provincia de Huarochirí en el Departamento de Lima, Perú

El distrito de San Mateo es uno de los treinta y dos que conforman la provincia de Huarochirí en el departamento de Lima, en el Perú. Administrativamente se encuentra dentro de la circunscripción del Gobierno Regional de Lima.
Dentro de la división eclesiástica de la Iglesia Católica del Perú, pertenece a la Vicaría IV de la Diócesis de Chosica

## Historia
San Mateo de Huánchor, junto a San Juan de Matucana, Santa María de Jesús de Huarochirí, Carampoma, Santa Eulalia, el asiento minero de Yauli, San Pedro de Casta, San Lorenzo de Quinti, San Damián, San José de Chorrillos y Santo Domingo de los Olleros, fue uno de los once distritos que conformaron la provincia de Huarochirí creada por decreto el 4 de agosto de 1821, durante el Protectorado del Libertador José de San Martín. 

## Geografía
Abarca una superficie de 425,6 km² y se encuentra ubicado en la sierra limeña a una altitud de 3185 m s. n. m. Se accede a él a través de la Carretera Central que va desde Lima; el recorrido, desde Chosica, se hace en noventa minutos hasta llegar hasta el km 94 de esta carretera.
En San Mateo el río Rímac aún es un cauce de aguas claras, porque es allí donde se desvía su torrente por un canal ubicado al lado derecho para activar las turbinas de la Central Hidroeléctrica de Moyopampa que está ubicada en Chosica.

## Clima
| Parámetros climáticos promedio de San Mateo | Parámetros climáticos promedio de San Mateo | Parámetros climáticos promedio de San Mateo | Parámetros climáticos promedio de San Mateo | Parámetros climáticos promedio de San Mateo | Parámetros climáticos promedio de San Mateo | Parámetros climáticos promedio de San Mateo | Parámetros climáticos promedio de San Mateo | Parámetros climáticos promedio de San Mateo | Parámetros climáticos promedio de San Mateo | Parámetros climáticos promedio de San Mateo | Parámetros climáticos promedio de San Mateo | Parámetros climáticos promedio de San Mateo | Parámetros climáticos promedio de San Mateo |
| Mes                                         | Ene.                                        | Feb.                                        | Mar.                                        | Abr.                                        | May.                                        | Jun.                                        | Jul.                                        | Ago.                                        | Sep.                                        | Oct.                                        | Nov.                                        | Dic.                                        | Anual                                       |
| ------------------------------------------- | ------------------------------------------- | ------------------------------------------- | ------------------------------------------- | ------------------------------------------- | ------------------------------------------- | ------------------------------------------- | ------------------------------------------- | ------------------------------------------- | ------------------------------------------- | ------------------------------------------- | ------------------------------------------- | ------------------------------------------- | ------------------------------------------- |
| Temp. máx. media (°C)                       | 16.9                                        | 16.6                                        | 16.5                                        | 17                                          | 16.5                                        | 16.2                                        | 16.1                                        | 16.5                                        | 16.4                                        | 16.8                                        | 17.2                                        | 17                                          | 16.6                                        |
| Temp. media (°C)                            | 10.8                                        | 10.8                                        | 10.5                                        | 10.3                                        | 9                                           | 8.1                                         | 7.8                                         | 8.3                                         | 9                                           | 9.8                                         | 10.1                                        | 10.1                                        | 9.6                                         |
| Temp. mín. media (°C)                       | 4.7                                         | 5.1                                         | 4.5                                         | 3.6                                         | 1.6                                         | 0                                           | -0.5                                        | 0.1                                         | 1.7                                         | 2.8                                         | 3                                           | 3.3                                         | 2.5                                         |
| Precipitación total (mm)                    | 63                                          | 81                                          | 101                                         | 24                                          | 5                                           | 1                                           | 0                                           | 1                                           | 5                                           | 14                                          | 14                                          | 33                                          | 342                                         |
| Fuente: climate-data.org                    |                                             |                                             |                                             |                                             |                                             |                                             |                                             |                                             |                                             |                                             |                                             |                                             |                                             |

## Autoridades

### Municipales
- 2019 - 2022[3]
  - Alcalde: Luis Eduardo Rincón Franco, de Concertación para el Desarrollo Regional - Lima.
  - Regidores:

  1. Flavio Esmilo Sánchez Zegarra (Concertación para el Desarrollo Regional - Lima)
  2. Melissa Stephany Dávila Matencio (Concertación para el Desarrollo Regional - Lima)
  3. José Raúl López Povis (Concertación para el Desarrollo Regional - Lima)
  4. Jesús Antonio Granados Suazo (Concertación para el Desarrollo Regional - Lima)
  5. Nilthon César Matencio Basilio (Acción Popular)

Alcaldes anteriores
- 2015 - 2018:[4] Norbi Darbin Dionicio Mango, Movimiento Patria Joven (PJ).
- 2011 - 2014:[5]  Luis Eduardo Rincón Franco, del Movimiento Concertación para el Desarrollo Regional (CDR).[6]
- 2007 - 2010:[7] Julio César Del Pozo Campos, Partido Unión por el Perú.
- 2003 - 2006: Víctor Jorge Hurtado Chinchihualpa, Movimiento independiente Revelación Huarochirana.
- 1999 - 2002: Saturnino Alejandro Ríos León, Movimiento independiente Vamos Vecino.
- 1996 - 1998: Luis Desiderio Rimari Huamalías, Lista independiente N.º 3 Opción Huarochirana.
- 1993 - 1995: Adrián Madueño Joaquín, Lista independiente Cambio 93.
- 1990 - 1992: Luis Desiderio Rimari Huamalías, Alianza Izquierda Unida.
- 1987 - 1989: Saturnino Alejandro Ríos León, Alianza Izquierda Unida.
- 1984 - 1986: Saturnino Alejandro Ríos León, Alianza Izquierda Unida.
- 1981 - 1983: Amadeo Pedraglio Casuso, Partido Aprista Peruano.

### Policiales
- Comisaría de San Mateo
  - Comisario: Mayor PNP Luis Miguel Morales Alva.[8]

## Educación

### Instituciones educativas
- I.E. San Mateo de Huanchor
- C.T.P José Obrero
- I.E. N.º 20595 JOSE GABRIEL CONDORCANQUI

- I.E.I. N.º 130 MANUELITA BENTIN

- I.E.I. N.º 385 SAN ANTONIO DE PADUA

- I.E.I. N.º 550-7 TORIBIO LA ROSA

## Distrito ecológico
San Mateo es considerado el Primer Distrito Ecológico del Perú y del Mundo, y esto porque, desde hace muchos años, los huanchorinos han luchado denodadamente y con sacrificio para impedir que la contaminación termine dañando su agricultura y por ende a su población. El 3 de enero es una fecha memorable: en 1934, en defensa de la ecología, cinco pobladores murieron víctimas de la represión desatada por la Guardia Republicana que rodeó a un pueblo decidido a rechazar los efectos negativos de las minas de Casapalca y La Oroya.[cita requerida]

## Agricultura y ganadería
Los pobladores de San Mateo se dedican a la agricultura y la ganadería, además del comercio. Los parajes, o "estancias" donde mayormente se realiza el pastoreo de la ganadería, están ubicadas en la zona más elevada, concretamente en Tíclio. Allí pastan vacunos, ovinos y auquénidos (alpacas).

## Vías de acceso
Visitar el distrito de San Mateo de Huanchor es fácil. Desde Lima el recorrido se hace por la Carretera Central en 2 horas y media aproximadamente.

## Festividades
- septiembre: San Mateo

### Santísimas Cruces de Matakaka y Dos de Mayo
La Santísima Cruz de Matakaka y Dos de Mayo está en la peña de Cruz Pata a 3490 m s. n. m. Según la tradición, al ver que la población incaica rendía culto al Sol los españoles pusieron una cruz de madera en el cerro de Cruz Pata para cambiarles la mentalidad y les obligaron a arrodillarse ante la cruz a la salida del Sol.
Desde 1914 se venera a la Santísima Cruz de Matakaka, siendo ésta también una fiesta la cual no pierde las costumbres antiguas. Inicialmente su nombre se escribía MATA-CCACCA y su pronunciación era MATA JAJA. El significado es: Mata = Planta o base de doble o más cerros, JAJA = piedra rajada o amontonada. Su festividad va desde el 28 de abril hasta el 5 de mayo. En 1964 los moradores de San Mateo (llamados Bajadores de la Hermandad) decidieron integrar a la Cruz de Dos de Mayo que inicialmente bajaba desde la altura de Chocna (cerro de Chonta Alto) y por eso permanecen juntas 3 cruces. La Hermandad tiene una directiva mayor con un tiempo de ejercicio de 2 años y está integrada por 3 cuerpos de bajadores y mayoralas, quienes dan la alegría y mantienen vivas las costumbres año tras año. Los cuerpos son: la Verde y Blanca, el cuerpo 2 de mayo y el cuerpo del Centro.

### Historia de cómo nació la fe a la cruz de Jocohanca
Se dice que en tiempos incas existía una huaca en el Cerro Jocohanca que servía de adoratorio a los lugareños de entonces. Los españoles en el siglo XVI destruyeron la huaca y la reemplazaron por una cruz. Por versiones trasmitidas oralmente se sabe que la cruz originalmente implantada fue reemplazada por otra de mayor dimensión en el siglo XVIII, a la que se conoce como "El Viejito".
Años después se agregó una segunda cruz que se le denomina "El Surqueño Viejo", pero posteriormente un rayo la partió en dos, por lo cual se decidió cambiarla por otro nuevo madero construido por don Perfecto Guzmán en 1910, madero denominado "El Surqueño Nuevo", trilogía que coinciden con las 3 cruces del monte Calvario y que son veneradas con gran fervor católico.
Hacia el otro lado, en Yanamenco, hay una escultura de Cristo Blanco, que completó a la vista de San Mateo de Huanchor.

## Huanchorinos
- Mateo Vera Chuquihuaranga, coronel que combatió durante la Guerra del Guano y Salitre, participando en la Campaña de la Breña, organizada y dirigida por el "Brujo de los Andes", General Andrés Avelino Cáceres;
- Romano Espinoza Cáceda, escultor.
- Comunero de los Andes (Rómulo Meza)